# الماس

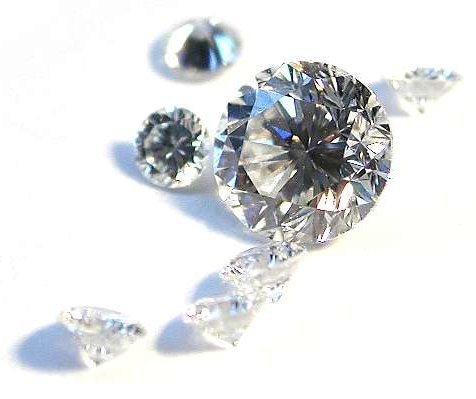
الماس‌های تراش‌خورده

الماس دانه تبلور کربن است و جزء سنگ‌های قیمتی به‌شمار می‌آید.
دانه‌های تبلور کربن تشکیل نمی‌شود مگر آنکه کربن سخت فشرده و در همان حال بسیار گرم شود. دانه‌های تبلور کربن معمولاً در عمق زمین یافت می‌شود. شاید جاهایی که الماس در آن‌ها یافت شده گلوگاه آتشفشان‌های خاموش باشند. اگر چنین باشد، قله این آتشفشان‌های قدیمی توسط باد و آب ساییده شده‌است.
قسمت عمدهٔ الماس‌های درشت تا چند قرن از هندوستان به دست می‌آمد، ولی اکنون بزرگ‌ترین معدن‌های الماس در آفریقا است. الماس‌های آفریقا در یک نوع تخته سنگ به نام «زمین آبی» یافت می‌شود. تخته سنگ را از عمق زمین درمی‌آورند و خرد می‌کنند. سپس آن را با گل و لای مخلوط می‌کنند. الماس سخت‌تر از آن است که ماشین‌های خردکننده به آن آسیب برسانند. گل و لای و سنگ خردشده را با آب شستشو می‌دهند تا الماس ته‌نشین شود.
الماس سخت‌تر از هر چیز دیگری است که می‌شناسیم. الماس‌های کوچک و ریز را در ابزارهایی برای بریدن یا سوراخ کردن سنگ‌های سخت و فلزها سوار می‌کنند. الماس‌های درشت را چون جواهر به کار می‌برند. الماس را پیش از آنکه به صورت جواهر درآید تراش می‌دهند و پرداخت می‌کنند. تراش و پرداخت الماس در درخشندگی آن تأثیر فراوان دارد. وزن الماس را با قیراط می‌سنجند. وزن یک سنگ یک قیراطی تا اندازه‌ای برای یک حلقه انگشتری زیاد است؛ ولی تقریباً ۵۰۰۰ قیراط لازم است تا وزنی برابر با ۱۰۰۰ گرم به دست آید. امروزه در کوره‌های برقی الماس مصنوعی می‌سازند.
الماس یکی از آلوتروپهای کربن است که در فشارهای بالا پایدار است. آلوتروپ دیگر کربن گرافیت نام دارد. الماس در حالت پایدار دارای ساختار بلندروی (مکعبی) است. الماس ساختار منشوری نیز دارد که این ساختار به صورت شبه‌پایدار در طبیعت به صورت کانی لونسدالنیتی وجود دارد.

## پیرامون واژه
ریشهٔ واژهٔ فارسی الماس، واژهٔ یونانی ἀδάμας adamas پنداشته شده‌است. واژهٔ یونانی مذکور به معنی «تسخیرناپذیر» است و معنی «الماس» نیز می‌دهد. پتار اسکوک تغییر معنایی از «تسخیرناپذیر» به «الماس» را نامحتمل می‌داند و معتقد است معنی «الماس» در این واژهٔ یونانی، و نیز واژهٔ فارسی الماس، از یک زبان سامی است (مقایسه کنید با واژهٔ اکدی باستان elmēšu، به معنی یک سنگ گرانبها، احتمالاً کهربا).

## خواص متمایز الماس

ساختار مکعبی الماس

- الماس در بین جامدات در دمای ۲۵ درجه بالاترین رسانایی گرمایی را دارد. (هدایت گرمایی آن ۵ برابر مس است)
- الماس مادهٔ نوری ایده‌آلی است که توانایی انتقال طیف نوری فروسرخ تا فرابنفش را دارا است.
- شاخص بازتابش بسیار بالایی دارد.
- خواص نیمه‌رسانایی قابل توجهی دارد. شکست الکتریکی آن به‌طور متوسط ۵۰ برابر نیمه‌رساناهای متداول است.
- در برابر تابش نوترونی به‌شدت مقاوم است.
- سخت‌ترین مادهٔ شناخته شده‌است.
- در مجاورت هوا روانی طبیعی فوق‌العاده‌ای دارد (مانند تفلون)
- استحکام و صلبیت بسیار بالایی دارد.
- تنها به وسیله اکسیژن خالص می‌توان الماس را سوزاند.

با وجود این خواص منحصربه‌فرد، قیمت بالای آن جلوی کاربرد گستردهٔ آن را می‌گیرد و دانشمندان به دنبال پیدا کردن روش‌های تازه برای سنتز آن هستند.

## تولید الماس
الماس به‌طور طبیعی تحت فشارهای زیاد اعماق زمین و در زمانی طولانی توسط Diamontor یا الماس ساز شکل می‌گیرد. اما در آزمایشگاه می‌توان به کمک دو فرایند مجزا در زمانی بسیار کوتاهتر الماس تولید کرد. فرایند فشار بالا _ دما بالا (HP HT) اساساً تقلیدی است از فرایند طبیعی شکل‌گیری الماس در حالی که فرایند رسوب‌گیری بخار شیمیایی (به انگلیسی: Chemical Vapor Deposition)، دقیقاً خلاف آن عمل می‌کند. در واقع CVD به جای وارد کردن فشار به کربن برای تولید الماس با آزاد گذاشتن اتم‌های کربن به آن‌ها اجازه می‌دهد با ملحق شدن به یکدیگر به شکل الماس در آیند. (لوزی یا مربعی شکل)
این دو تکنیک برای اولین بار در دهه ۱۹۵۰ کشف شدند. به گفته باتلر که هفده سال روی تولید الماس با استفاده از تکنیک CVD کار کرده‌است «از آنجا که پیشگامان تولید الماس بدون فشار بالا در دهه ۱۹۵۰ با تمسخر سایرین از میدان به در شدند. تکنولوژی CVD هنوز دوران کودکی‌اش را سپری می‌کند.» هر دو فرایند قادرند با سرعتی خیره‌کننده الماسهایی با کیفیت جواهر تولید کنند، اما در نهایت این فرایند CVD است که بخاطر کنترل ساده ناخالصی و اندازه محصول برای تکنولوژی‌های الکترونیکی مناسب‌ترین خواهد بود.
فرایند CVD با قرار دادن ذره بسیار کوچکی از الماس در خلأ آغاز می‌شود. سپس گازهای هیدروژن و متان به محفظه خلأ جریان می‌یابند. در ادامه پلاسمای تشکیل شده باعث شکافته شدن هیدروژن به هیدروژن اتمی می‌شود که با متان واکنش می‌دهد تا رادیکال متیل و اتم‌های هیدروژن به‌وجود آیند. رادیکال متیل نیز به ذره الماس می‌چسبد تا الماس بزرگ شود. رشد الماس در تکنیک CVD، فرایندی خطی است، بنابراین تنها عوامل محدودکننده اندازه محصول در این روش بزرگی ذره ابتدایی و زمان قرار دادن آن در دستگاه است.
به گفته دیوید هلیر (D. Hellier)، رئیس بخش بازاریابی کمپانی ژمسیس، «فرایند HP HT نیز با ذره کوچکی از الماس آغاز می‌شود. هر ذره الماس در محفظه‌های رشدی به اندازه یک ماشین رختشویی، تحت دما و فشار بسیار بالا درون محلولی از گرانیت و کاتالیزوری فلزی غوطه‌ور می‌شود. در ادامه تحت شرایط کاملاً کنترل شده‌ای این الماس کوچک به تقلید از فرایند طبیعی، مولکول به مولکول و لایه به لایه شروع به رشد می‌کند.»
گر چه جنرال الکتریک در تولید الماس‌ها به این روش پیشگام است و الماس‌های ساخته شده با تکنیک HP HT را برای مصارف صنعتی به بازار عرضه می‌کرد اما تا پیش از آنکه کمپانی ژمسیس با ساده‌سازی این فرایند امکان تولید نمونه‌هایی با کیفیت جواهر را فراهم کند، هرگز آن الماس‌ها به عنوان سنگ‌های قیمتی به فروش نرسیده بودند.
در واقع الماس‌های زینتی مصنوعی بخش کوچک و در عین حال پر سودی از صنعت الماس را تشکیل می‌دهند. این الماس‌های رنگی که در مقایسه با همتاهای بی‌رنگ شان فوق‌العاده کمیاب و در نتیجه بسیار گران‌ب‌ها ترند با توجه به نوع ناخالصی‌ها در رنگ‌های گوناگون از سرخ و صورتی گرفته تا آبی، سبز و حتی زرد روشن و نارنجی تولید می‌شوند. در واقع این الماس‌ها می‌توانند چنان کیفیت بالایی داشته باشند که حتی ماشین‌های ساخته شده برای تشخیص سنگ‌های مصنوعی از طبیعی در تفکیکشان از یکدیگر دچار مشکل شوند، همان‌طور که امروزه برخی از بزرگ‌ترین الماس فروشان در صنعت نیز به زحمت از پس آن بر می‌آیند.
شباهت فوق‌العاده نمونه‌های مصنوعی و طبیعی باعث شده‌است تا تاجران الماس برای تشخیص الماس‌های رنگی مصنوعی از سنگ‌های طبیعی دست به دامن آزمایشگاه‌های الماس بلژیک و دیگر نقاطی شوند که به‌طور سنتی عهده‌دار تجزیه و تحلیل و تأیید الماس‌ها از نظر بزرگی قیراط، رنگ و شفافیت هستند.

## مراکز تجارت الماس
آنتورپ در کشور بلژیک یکی از مهم‌ترین مراکز تجارت الماس در دنیاست و «روزانه ۲۰۰ میلیون دلار الماس به این شهر وارد یا از آن خارج می‌شود».

## انواع الماس
- الماس طبیعی

هنوز اساساً تنها منبع جواهرات بوده و بالاترین بها را دارد.
- الماس سنتزی فشار بالا ، دمای بالا (HPHT) [۳]

سهم گسترده‌ای از بازار جواهرات و صنعت را به خود اختصاص داده‌است. به عنوان ساینده و ابزار برشی و ماشین‌کاری به کار می‌رود.
- الماس سی‌وی‌دی (CVD)

پتانسیل‌های زیادی برای کاربرد در صنعت دارد ولی هنوز به صورت آزمایشگاهی تولید می‌شود.
- کربن شبه-الماس (DLC)

اخیراً تولید شده اما دارای کاربردهایی در زمینهٔ ابزار نوری دقیق است.

## ناخالصی‌ها

نمودار فازی کربن

خواص الماس شدیداً به ناخالصی‌ها وابسته‌است. حتی وجود مقادیر جزئی ناخالصی مانند نیتروژن می‌تواند خواص آن را بسیار تغییر دهد.

### انواع ناخالصی‌ها
الماس چه به صورت سنتزی و چه به صورت طبیعی هرگز به شکل کاملاً خالص نیست. این ناخالصی‌ها را می‌توان به دو دسته تقسیم کرد:
- ناخالصی‌های بیرونی [۵]

این نوع ناخالصی‌ها روی سطح الماس قرار دارد و این نوع ناخالصی دارای انواع مختلف می باشد. 
- ناخالصی‌های درونی [۷]

این ناخالصی‌ها ذرات مجزایی هستند که شبکه را برهم زده و بخشی از آن نمی‌شوند.
این ناخالصی‌ها معمولاً سیلیکات‌های آلومینیوم، سیلیکات‌های منیزیم یا سیلیکات‌های کلسیم هستند.
دو عنصر دیگر که در الماس به وفور وجود دارد عنصرهای نیتروژن و بور می باشند . این دو عنصر همسایه‌های کربن در جدول تناوبی بوده و به علت داشتن شعاع اتمی کوچک و متناسب، به خوبی در شبکهٔ کریستالی الماس جایگزین می‌شوند.

## بزرگ‌ترین الماس‌ها
بزرگ‌ترین الماس کشف شده الماس سیاه سرجیو و بزرگ‌ترین الماس درخشان کشف شده الماس کولینان است که در سال ۱۹۰۵ در آفریقای جنوبی کشف شد و به ۹ قطعه جدا برش یافت که بسیاری از آن‌ها در جواهرات سلطنتی انگلیس به کار رفته‌اند.
یکی دیگر از بزرگ‌ترین الماس‌های جهان در یکی از معادن بوتسوانا در نوامبر ۲۰۱۵ توسط شرکت کانادایی لوکارا دایاموند کشف شد. این سنگ قیمتی ۱۱۱۱ قیراطی از معدن کارووی واقع در ۵۰۰ کیلومتری شمال گابورون، پایتخت بوتسوانا استخراج شد و بزرگ‌ترین الماس کشف شده در بوتسوانا و همچنین بزرگ‌ترین الماسی به‌شمار می‌رود که در بیش از یک قرن گذشته کشف شده‌است. هم‌زمان دو سنگ الماس سفید دیگر به وزن ۸۱۳ و ۳۷۴ قیراط، در معدن کارووی استخراج شدند.

## الماس‌های خونین

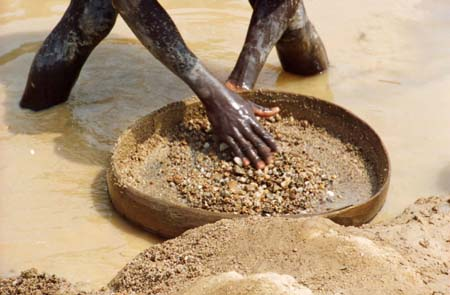
تجارت «الماس‌های خونین» در جنگ داخلی سیرالئون توسط گروه‌های شورشی برای خرید سلاح به منظور ادامه جنگ، به بهای جان صدها هزار نفر تمام شد.

«الماس‌های خونین» اصطلاحی است در رابطه با تجارت الماس که به آن دسته از الماس‌هایی که در مناطق جنگی و در اردوگاه‌های کار اجباری استخراج و به فروش می‌رسند، گفته می‌شود. سود حاصل از فروش این الماس‌ها توسط جنگ‌سالاران معمولاً برای تأمین نیازهای مالی گروه‌های شورشی و به منظور خرید اسلحه و تأمین نیاز تسلیحاتی مورد استفاده قرار می‌گیرد.
فیلم سینمایی الماس خونین محصول هالیوود به این موضوع پرداخته‌است.

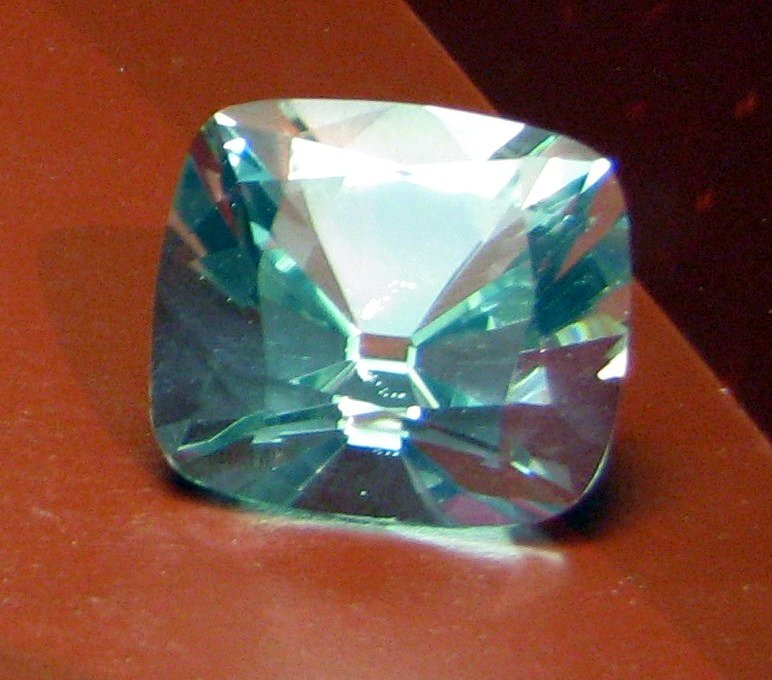
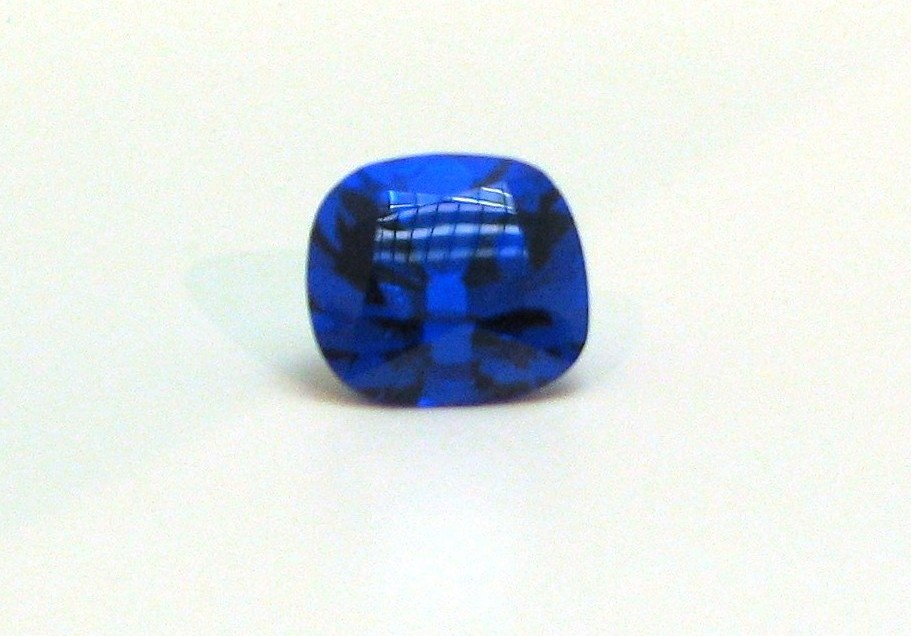
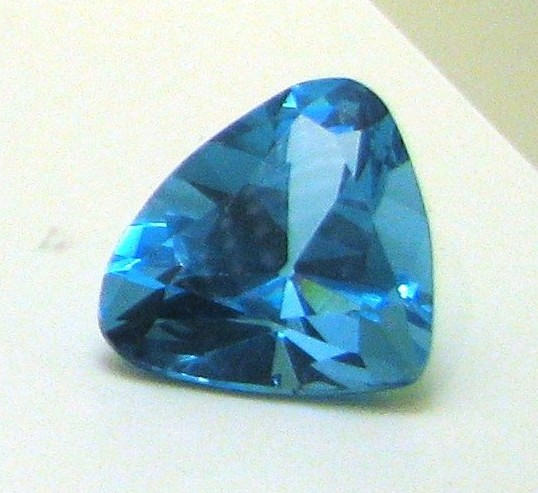